# Калиновка (Большепоповский сельсовет)
Калиновка — деревня Большепоповского сельсовета Лебедянского района Липецкой области.

## География

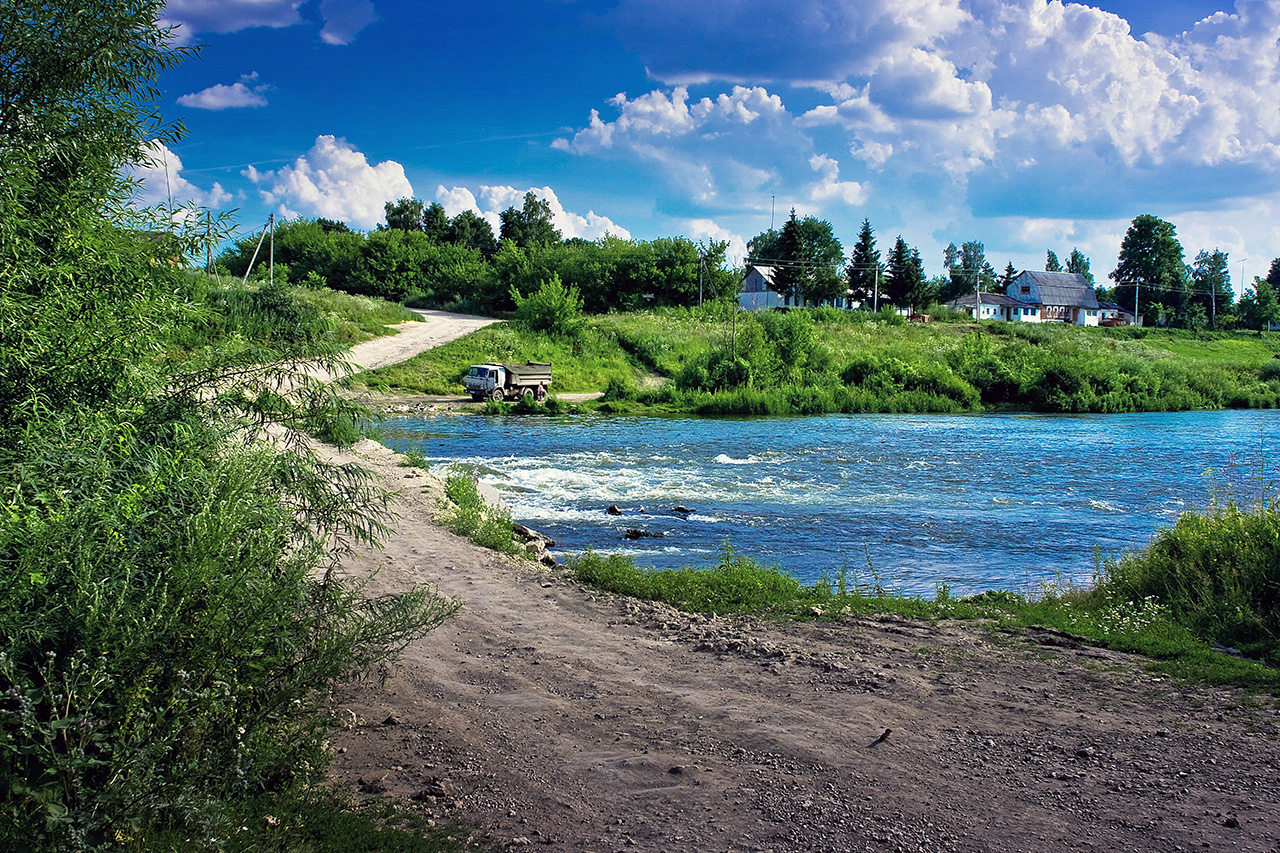
Вид из Калиновки на Большое Попово

Калиновка расположена на правом берегу реки Дон. На противоположном берегу Дона находится село Большое Попово.
Через деревню проходит просёлочная и автомобильная дороги; имеется мост чрез реку Дон и одна улица: Скуратово.

## Население
| 2010 |
| ---- |
| 32   |